# Teknik for dig og mig
|  | Denne artikel er oprettet af botten PalnaBot ud fra en ekstern database. Den kan derfor have sproglige fejl eller mangler. Denne skabelon kan fjernes efter kontrol af indholdet. |

Teknik for dig og mig er en dokumentarfilm fra 1983 instrueret af Katia Forbert Petersen.

## Handling
Piger har svært ved at identificere sig med de tekniske fag. Myten om "kvinder og teknik" lever i bedste traditions- og kønsrollebestemte velgående. Filmen tager fat på denne problematik ved at sætte fokus på erhvervsvalget hos to piger, der har valgt anderledes. En 19-årig pige går på teknisk skole og uddanner sig til et job i elektronikbranchen. En 30-årig elektroingeniør har et job i branchen. De to fortæller om valget og om at skulle accepteres i uddannelsen og på arbejdet. Filmen henvender sig først og fremmest til elever i folkeskolens afgangsklasser og i gymnasiet/HF.